# David Gray (musicien)
Pour les articles homonymes, voir David Gray et Gray.
David Gray (né David Peter Gray) est un chanteur britannique né le 13 juin 1968 à Sale au Royaume-Uni est un auteur-compositeur-interprète. Il a commencé sa carrière en 1992 et publié son premier album solo intitulé A Century Ends en 1993 mais c'est en 1999 que sa carrière décolle réellement grâce à l'album White Ladder paru quelques mois auparavant.

## Carrière

### Début de carrière
David Gray est né à Sale et a grandi à Altrincham dans le Comté de Cheshire avant de déménager avec sa famille dans le Pays de Galles où il a grandi dans la petite ville côtière de Solva, dans le Pembrokeshire en étudiant au Carmarthenshire College of Art. Il est retourné quelque temps plus tard dans le nord-ouest de l'Angleterre pour étudier à l'université de Liverpool.
C'est à ce moment que David Gray commence la musique et intègre un groupe de punk rock. Il réalise cependant que cette voie ne lui permet pas de laisser complètement s'épanouir sa passion de l'écriture et de la composition. Il décide donc de se lancer seul avec sa guitare et se dirige vers Londres.
Arrivé dans la capitale, il écume les pubs de la capitale et peine à trouver un producteur. Il finit cependant par signer un premier contrat avec la maison de disques Hut en 1992. C'est ainsi que paraît cette année-là un premier titre pop folk intitulé Birds Without Wings. Il sera suivi de l'album A Century Ends en 1993.
Cet album est accueilli de façon contrastée. En effet, même si le succès reste modeste, David Gray se forge un groupe de fans conséquent qui lui permet de persévérer. Mais cette persévérance n'aura pas porté durablement ses fruits. En effet après la fusion des labels Hut et Virgin et la parution de son second album, plus folk cette fois-ci, Flesh en 1994 qui ne rencontrera pas de succès suffisant, il est contraint de quitter sa maison de disque nouvellement fusionnée.
À ce moment-là, David Gray n'a pu se forger qu'un petit groupe de fans et ses ventes restent insuffisantes pour lancer sa carrière.

### Percée
Peu de temps après, David Gray a l'occasion d'être repris par EMI. C'est alors que sa popularité va croître, surtout en Irlande, où les radios alternatives le diffusent. Il en résultera un gain de popularité très important et une promotion qui lui permettront d'être accueilli par un public toujours plus nombreux, lui réservant un triomphe à chaque prestation, en compagnie de son batteur Craig « Clune » McClune.
C'est en 1996 que l'artiste enregistre son troisième album intitulé Sell, Sell, Sell. Malgré les critiques, plutôt bonnes, l'album ne parvient pas à se vendre suffisamment pour lancer réellement sa carrière. Cependant, cet album à consolidé et accru la réputation que David Gray. C'est ainsi qu'il a pu organiser et réaliser ses premières tournées au Royaume-Uni et se faire remarquer par quelques noms de la musique comme Bono ou le groupe Radiohead — du fait de la collaboration entre deux membres de Radiohead, (Thom Yorke et Jonny Greenwood), et ce à l'occasion de la création du groupe Venus in Furs (du nom de la chanson du même nom du groupe The Velvet Underground) pour la composition et l'interprétation de chansons de la bande originale du film Velvet Goldmine.

### Triomphe
En novembre 1998 sort le quatrième album de David Gray, White Ladder enregistré dans son appartement londonien. Cet album marque un tournant décisif de la carrière de David Gray. Le succès de ce 4e disque est immédiat auprès des critiques et du public. White Ladder battra de nombreux records parmi lesquels le record de longévité d'un single en Irlande en restant dans le Top 5 durant 11 mois mais aussi le record de l'album le plus vendu de tous les temps en Irlande. Ce succès s'explique en grande partie par son public toujours grandissant qui lui a assuré une promotion digne de ce nom mais aussi par le fait que cinq chansons (Sail Away, Monday Morning, This Years Love, Crazy, et Shine) de l'album serviront dans la bande originale du film This Years Love. D'autres chansons connaîtront un succès important même sans figurer sur la liste de la bande annonce du film, comme Babylon qui se classera au cinquième rang du très célèbre UK Singles Chart.
Aux États-Unis, l'album connaîtra le succès grâce à la coopération entre Dave Matthews qui a créé le label ATO Records et David Gray. Ce dernier est en effet le premier artiste produit par ce label et le succès sera au rendez-vous.
Le 11 août 2001, l'album White Ladder atteint finalement la première place du UK Albums Chart. Ce succès a été attribué à la seule réussite du single Babylon dont une version remixée pour les radios avait été incluse au disque. L'album aura été en vente ininterrompue jusqu'au mois de mai de l'année d'après, établissant ainsi un nouveau record. En tout, l'album aura été écoulé à plus de 6 millions d'exemplaires.
Le succès de l'auteur-compositeur-interprète britannique est donc maintenant prouvé, il enchaîne les concerts et sa tournée sera couronnée de succès à tel point que Joan Baez en personne le comparera à Bob Dylan. Le chanteur verra s'éditer deux compilations et rééditions de ses précédents albums (EPs 92-94 et Lost Songs 95-98) qui suivront la direction du précédent album et resteront très longtemps dans le Top 20 du UK Albums Chart.
En novembre 2002, David Gray a écrit et interprété la suite de White Ladder qu'il a intitulée A New Day at Midnight. Même si les critiques ont moins bien accueilli cet album que le précédent, le succès aura quand même été au rendez-vous. En effet, dès sa sortie, l'album s'est classé numéro 1 de la vente d'albums au Royaume-Uni en battant symboliquement le demi-finaliste de l'émission Pop Idol édition 2002, Gareth Gates. Le sixième album de l'artiste sera sacré disque de platine un an seulement après sa sortie. Au total, le disque aura reçu 4 disques de platine et sera la deuxième plus grosse vente d'albums d'un artiste britannique en 2002.

### Carrière actuelle

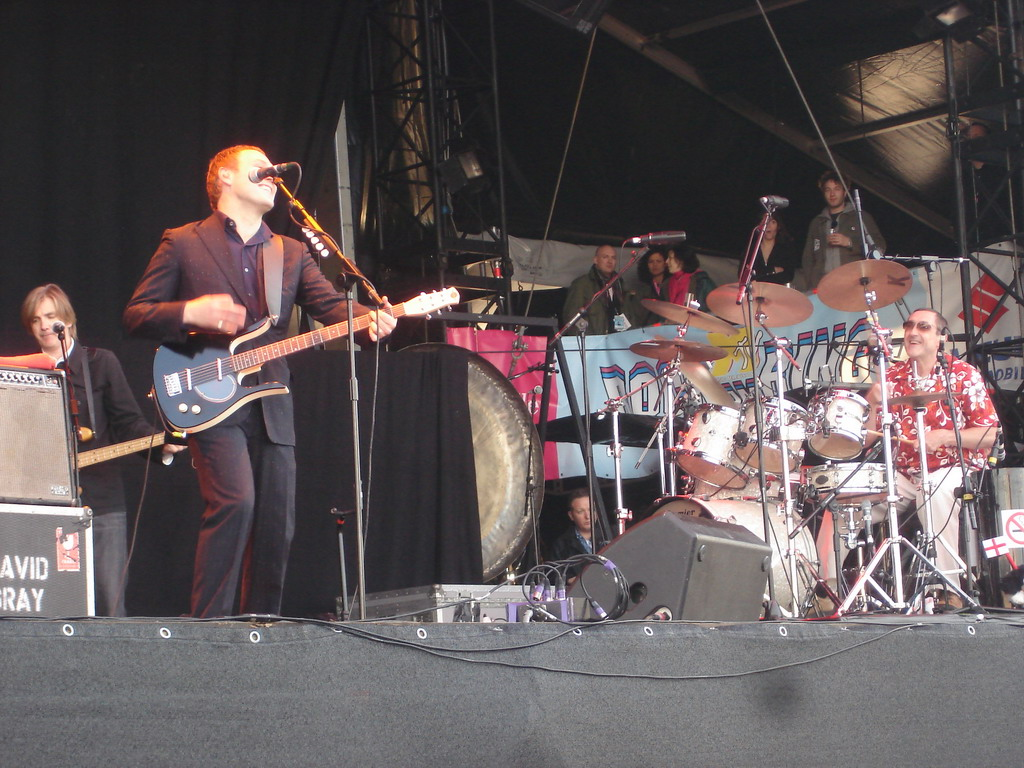
David Gray chantant le 2 juin 2006 au Rock Am Ring Festival en Allemagne)

Après 3 années d'absence dues à la fatigue de ses tournées et à de nouveaux enregistrements, David Gray est revenu avec un septième album intitulé Life in Slow Motion en septembre 2005 qui, comme son prédécesseur, a également atteint la meilleure place du UK Albums Chart dès la première semaine de sa sortie. Après le très critiqué A New Day at Midnight, Life in Slow Motion a été salué et considéré comme un retour en forme de David Gray par de nombreux critiques. En octobre 2005, le single The One I Love s'est classé dans le Top 10 des singles au Royaume-Uni et est resté 3 mois dans le UK Singles Chart. Cependant, après le relatif échec commercial des singles "Hospital Food" et "Alibi", l'artiste britannique repart en pause durant l'année 2006.
En Mars 2007, l'artiste sort une nouvelle compilation de ses titres intitulée Shine: The Best of the Early Years.

### Direction musicale
Au début de sa carrière, David Gray était un artiste contemporain de folk rock tant au niveau du chant que de l'écriture et des sons. Lors de ses deux premiers albums, la guitare acoustique et le piano étaient très largement utilisés. Mais l'album de 1996, Sell, Sell, Sell a marqué un tournant dans la direction que David Gray a pris dans ses compositions, c'était en effet le premier album dont certaines chansons comportaient des arrangements rock et électrique. Dans son album White Ladder, l'artiste britannique a pour la première fois inclus des arrangements électroniques pour accompagner sa voix et les sons acoustiques, c'est d'ailleurs en cela que David Gray se différencie de ses pairs.
Outre les arrangements musicaux, les intonations de ses chansons ont changé diverses fois durant sa carrière. L'album A New Day at Midnight marque un tournant dans les textes de l'artiste, en effet, après le décès de son père en 2001, les textes qu'il a écrits pour cet album dédié à ce dernier, sont ressentis comme beaucoup plus sombres que les précédents.
Malgré un tournant à la fois dans les textes et les mélodies, David Gray a tout de même conservé une certaine manière de produire ses albums qui se réfère plus au domaine de l'auto-producteur qu'au domaine du producteur de maison de disques(White Ladder est là pour le confirmer).

## Ses musiciens
- David Gray - chant, piano, guitare
- Rob Malone - basse, chœur
- Neill MacColl - guitare, chœur (frère de Kirsty MacColl)
- Keith Prior - batterie, percussions
- James Hallawell - clavier

Les musiciens suivants ont quitté le groupe en 2006 après de longues années de coopération:
- Craig « Clune » McClune - batterie, percussions, chœur
- Tim Bradshaw - clavier, lap-steel, chœur
- David Nolte - guitare, chœur

## Discographie
Actuellement, David Gray a écrit et produit (par le biais de labels ou par lui-même) 9 albums studio, 4 compilations, 2 DVD dont 1 live, 19 clips, 22 singles et a participé à 2 bandes originales.
Il a, pour le moment, vendu 12 millions d'albums (dont 6 millions uniquement pour White Ladder), un record de vente d'album en Irlande pour White Ladder, 2 Ivor Novellos, un Q Award et a reçu une nomination aux BAFTA awards pour le générique du film A Way of Life, aux Grammy awards et aux Brit Awards.
Cependant, même si l'artiste détient un certain palmarès, il reste assez méconnu dans de nombreux pays comme la France, la Belgique, les pays scandinaves. Son succès est donc en grande partie dû à ses fans en Irlande, au Royaume-Uni et aux États-Unis.

### Albums studio
| 1993                                                                                                 | A Century Ends - Sortie: 1er janvier 1993                      | —   | 23 | —  | 144 | —  | —  | —   |
| 1994                                                                                                 | Flesh - Sortie: 1er janvier 1994                               | —   | 70 | —  | 151 | —  | —  | —   |
| 1996                                                                                                 | Sell, Sell, Sell - Sortie: 16 avril 1996                       | —   | 36 | —  | 92  | —  | —  | —   |
| 1998                                                                                                 | White Ladder - Sortie: novembre 1998 - Réédition: 21 mars 2000 | 59  | 1  | 51 | 1   | 34 | 4  | 35  |
| 2001                                                                                                 | Lost Songs 95–98 - Sortie: 17 avril 2001                       | —   | 1  | —  | 7   | —  | —  | 153 |
| 2002                                                                                                 | A New Day at Midnight - Sortie: 5 novembre 2002                | 122 | 1  | 81 | 1   | 22 | 6  | 17  |
| 2005                                                                                                 | Life in Slow Motion - Sortie: 13 septembre 2005                | —   | 1  | 23 | 1   | 8  | 4  | 16  |
| 2009                                                                                                 | Draw the Line - Sortie: 14 septembre 2009                      | —   | 2  | 21 | 5   | 18 | 15 | 12  |
| 2010                                                                                                 | Foundling - Sortie: 16 août 2010                               | —   | 9  | 55 | 34  | 9  | —  | 9   |
| 2014                                                                                                 | Mutineers - Sortie: 30 juin 2014                               | —   | —  | —  | —   | —  | —  | —   |
| 2019                                                                                                 | Gold In A Brass Age - Sortie: 8 mars 2019                      | —   | —  | —  | —   | —  | —  | —   |
| 2021                                                                                                 | Skellig - Sortie: 14 mai 2021                                  |     |    |    |     |    |    |     |
| 2025                                                                                                 | Dear Life - Sortie: 17 janvier 2025                            |     |    |    |     |    |    |     |
| "—" signifie que l'album n'a pas atteint les charts nationaux ou qu'il n'est pas sorti dans ce pays. |                                                                |     |    |    |     |    |    |     |

### Compilations
| 2001 | The EPs 1992-1994 - Sortie: 2 juillet 2001                                   | — | 18 | — | 68 | — | —  | —  |
| 2007 | Shine: The Best of the Early Years - Sortie: 26 mars 2007                    | — | —  | — | —  | — | —  | —  |
| 2007 | A Thousand Miles Behind - Sortie: 13 août 2005 - Album constitué de reprises | — | —  | — | —  | — | —  | —  |
| 2007 | Greatest Hits - Sortie: 12 novembre 2007                                     | — | 7  | — | 11 | — | 15 | 96 |
| "—" signifie que l'album n'a pas été classé dans les charts nationaux ou qu'il n'est pas sorti dans ce pays. |                                                                              |   |    |   |    |   |    |    |

### Singles
| Titre                                                         | Date de sortie   | Formats        | UK Singles Chart | Irish Singles Chart | États-Unis Hot 100 | États-Unis Adult Top 40 | Album                 |
| ------------------------------------------------------------- | ---------------- | -------------- | ---------------- | ------------------- | ------------------ | ----------------------- | --------------------- |
| Birds Without Wings                                           | novembre 1992    | CD             | —                | —                   | —                  | —                       | A Century Ends        |
| Shine                                                         | 3 mai 1993       | CD             | —                | —                   | —                  | —                       | A Century Ends        |
| Wisdom                                                        | 5 juillet 1993   | CD             | —                | —                   | —                  | —                       | A Century Ends        |
| Faster Sooner Now                                             | 1996             | Promo CD       | —                | —                   | —                  | —                       | Sell, Sell, Sell      |
| Late Night Radio                                              | 1996             | Promo CD       | —                | —                   | —                  | —                       | Sell, Sell, Sell      |
| This Year's Love                                              | 8 mars 1999      | CD             | —                | 25                  | —                  | —                       | White Ladder          |
| Babylon                                                       | 12 juillet 1999  | CD             | —                | —                   | —                  | —                       | White Ladder          |
| Please Forgive Me                                             | 22 novembre 1999 | 12" vinyl      | 72               | 26                  | —                  | —                       | White Ladder          |
| Babylon (réédition)                                           | 12 juin 2000     | CD             | 5                | 31                  | 57                 | 8                       | White Ladder          |
| Please Forgive Me (réédition)                                 | 16 octobre 2000  | CD             | 18               | —                   | —                  | 23                      | White Ladder          |
| This Year's Love (réédition)                                  | 5 mars 2001      | 2xCD           | 20               | 27                  | —                  | —                       | White Ladder          |
| Sail Away                                                     | 16 juillet 2001  | CD, DVD        | 26               | 31                  | —                  | —                       | White Ladder          |
| Say Hello Wave Goodbye                                        | 17 décembre 2001 | CD             | 26               | —                   | —                  | —                       | White Ladder          |
| Dead in the Water                                             | novembre 2002    | Promo CD       | —                | —                   | —                  | —                       | A New Day at Midnight |
| The Other Side                                                | 9 décembre 2002  | CD             | 35               | —                   | —                  | —                       | A New Day at Midnight |
| Be Mine                                                       | 7 avril 2003     | CD             | 23               | 36                  | —                  | 31                      | A New Day at Midnight |
| The One I Love                                                | 29 août 2005     | 2xCD, 7" vinyl | 8                | 6                   | —                  | 38                      | Life in Slow Motion   |
| Hospital Food                                                 | 28 novembre 2005 | 2xCD, 7" vinyl | 34               | 40                  | —                  | —                       | Life in Slow Motion   |
| Alibi                                                         | 27 mars 2006     | 2xCD, 7" vinyl | 71               | 47                  | —                  | —                       | Life in Slow Motion   |
| You're the World to Me                                        | 5 novembre 2007  | 2xCD           | 53               | 48                  | —                  | —                       | Greatest Hits         |
| Fugitive                                                      | 7 septembre 2009 | CD             | 103              | 32                  | —                  | 37                      | Draw the Line         |
| Full Steam                                                    | 28 décembre 2009 | Téléchargement | —                | —                   | —                  | —                       | Draw the Line         |
| A Moment Changes Everything                                   | 13 juillet 2010  | Téléchargement | —                | —                   | —                  | —                       | Foundling             |
| "—" signifie que le titre n'a pas été classé dans les charts. |                  |                |                  |                     |                    |                         |                       |

### Extended play (EP)
| Titre                                   | Date de sortie | Format         |
| --------------------------------------- | -------------- | -------------- |
| iTunes Live from London - David Gray EP | 3 avril 2006   | Téléchargement |

### DVD
| Titre               | Date de sortie   | Format |
| ------------------- | ---------------- | ------ |
| David Gray: Live    | 19 février 2001  | DVD    |
| Live in Slow Motion | 21 novembre 2006 | DVD    |

### Clips
| Année | Clip                         | Réalisateur                    |
| ----- | ---------------------------- | ------------------------------ |
| 1992  | Birds Without Wings          |                                |
| 1993  | Shine                        | Tony van den Ende              |
| 1993  | Wisdom                       | Lindy Heymann                  |
| 1996  | Late Night Radio             | Donal Scannell et Donal Dineen |
| 1998  | This Year's Love (version 1) |                                |
| 2000  | Babylon (RU)                 | Kieran Evans                   |
| 2000  | Babylon (EU)                 | Mike Figgis                    |
| 2000  | Please Forgive Me (RU)       |                                |
| 2000  | Please Forgive Me (EU)       | David Kellogg                  |
| 2001  | This Year's Love (version 2) | David Slade                    |
| 2001  | Sail Away                    | Big TV!                        |
| 2002  | The Other Side               | Big TV!                        |
| 2003  | Be Mine                      | Vaughan Arnell                 |
| 2005  | The One I Love               | Motion Theory                  |
| 2005  | Hospital Food                | Rainbows & Vampires            |
| 2005  | Alibi                        | Happy                          |
| 2009  | Fugitive                     | Will Barras et Dan Lumb        |
| 2009  | Full Steam                   | Andy Morahan                   |

## Tournées
Dès le début de sa carrière, en 1993, David Gray a commencé à donner des concerts dans divers pays et ce, tous les ans. Ainsi, à chaque nouvelle sortie d'album, David Gray part en tournée et peut, certaines années, faire jusqu'à 80 concerts en l'espace d'un an.
| Année              | 1993 | 1994 | 1995 | 1996 | 1997 | 1998 | 1999 | 2000              | 2001 | 2002 | 2003                       | 2004 | 2005                     | 2006                     | 2007 | 2008 | 2009               | 2010           |
| Nombre de concerts | 32   | 25   | 10   | 24   | 10   | 13   | 29   | 67 (White Ladder) | 49   | 22   | 64 (A New Day at Midnight) | 1    | 51 (Life in Slow Motion) | 62 (Life in Slow Motion) | 27   | 18   | 70 (Draw the Line) | 81 (Foundling) |

David Gray a donc donné, depuis qu'il chante, plus de 650 concerts à travers le monde et notamment en Australie, en Autriche, en Belgique, au Canada, au Danemark, en France, en Allemagne, en Irlande, en Italie, aux Pays-Bas, en Nouvelle-Zélande, en Norvège, en Afrique du Sud, en Espagne, en Suède, en Suisse, aux Émirats arabes unis, au Royaume-Uni et aux États-Unis.

## Vie privée
David Gray est marié à Olivia avec qui il a eu deux filles, Ivy et Florence qui sont respectivement nées en 2002 et 2004.